# Sigace

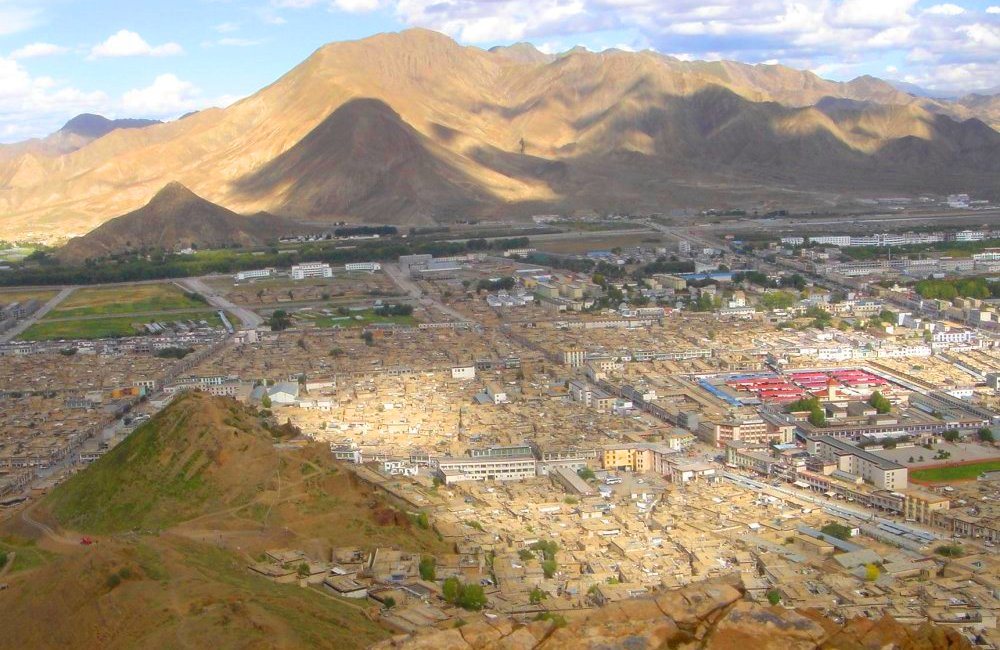
Sigace

Sigace (tibeti: གཞིས་ ཀ་ རྩེ་, hagyományos kínai: 日喀則) prefektúraszintű város a Tibeti Autonóm Régióban, Kínában. 
A város mintegy 3800 méteres magasságban fekszik a Cangpo (Brahmaputra) folyó völgyében, Lhászától 280 km-re délnyugatra. A 2010-es népszámlálás alapján 703 ezer fő lakosa volt.
Itt található a mindenkori pancsen láma székhelye, a Tasilhumpo kolostorban. A város közelében fekszenek még a Salu és a Ngor buddhista kolostorok.
A környéken, a folyóvölgyben árpát, búzát, burgonyát és repcét termesztenek, és jakot, juhot és kecskét tenyésztenek.

## Közlekedés
A várostól keletre fekszik a Sigace-Heping repülőtér  (IATA: RKZ).

## Népesség
| 2007 | 679 771 |
| 2020 | 798 153 |